# Christopher Slaughterford
Christopher Slaughterford (* in London; † 9. Juli 1709 in Guildford) war die erste Person im modernen England, die wegen Mord ausschließlich aufgrund von Indizien verurteilt und hingerichtet wurde.
Slaughterford wurde für den Mord an seiner Verlobten Jane Young hingerichtet. Er war die letzte Person, die in Youngs Begleitung am 5. Oktober 1703 gesehen wurde. Er legte Anzeichen für seine Unschuld an den Tag, indem er bei sämtlichen polizeilichen Untersuchungen kooperierte, außerdem wurde er bei einer Verhandlung in Kingston freigesprochen. Er hatte ein starkes Alibi, dennoch bezeugten einige seiner Nachbarn, die nicht solch ein stichfestes Alibi hatten, weiterhin seine Schuld bei einem zweiten Prozess.
Zusätzlich ranken sich Legenden um seine Person, so soll er angeblich den (wahren) Mörder seiner Verlobten, einen seiner Angestellten, als Geist heimgesucht haben. Als Geist wird ihm nachgesagt, in Ketten zu erscheinen, mit der abgetrennten Schlinge um seinen Hals, einem Stock in der einen Hand und einem brennenden Schwert in der anderen, wobei er immer wieder "Vergeltung, Vergeltung!" schreit. Der Legende zufolge brachte der schuldige Angestellte sich selbst um, nachdem er den Geist von Slaughterford sah.